# Bernhaupten
Bernhaupten ist ein Gemeindeteil von Bergen im oberbayerischen Landkreis Traunstein.

## Geschichte

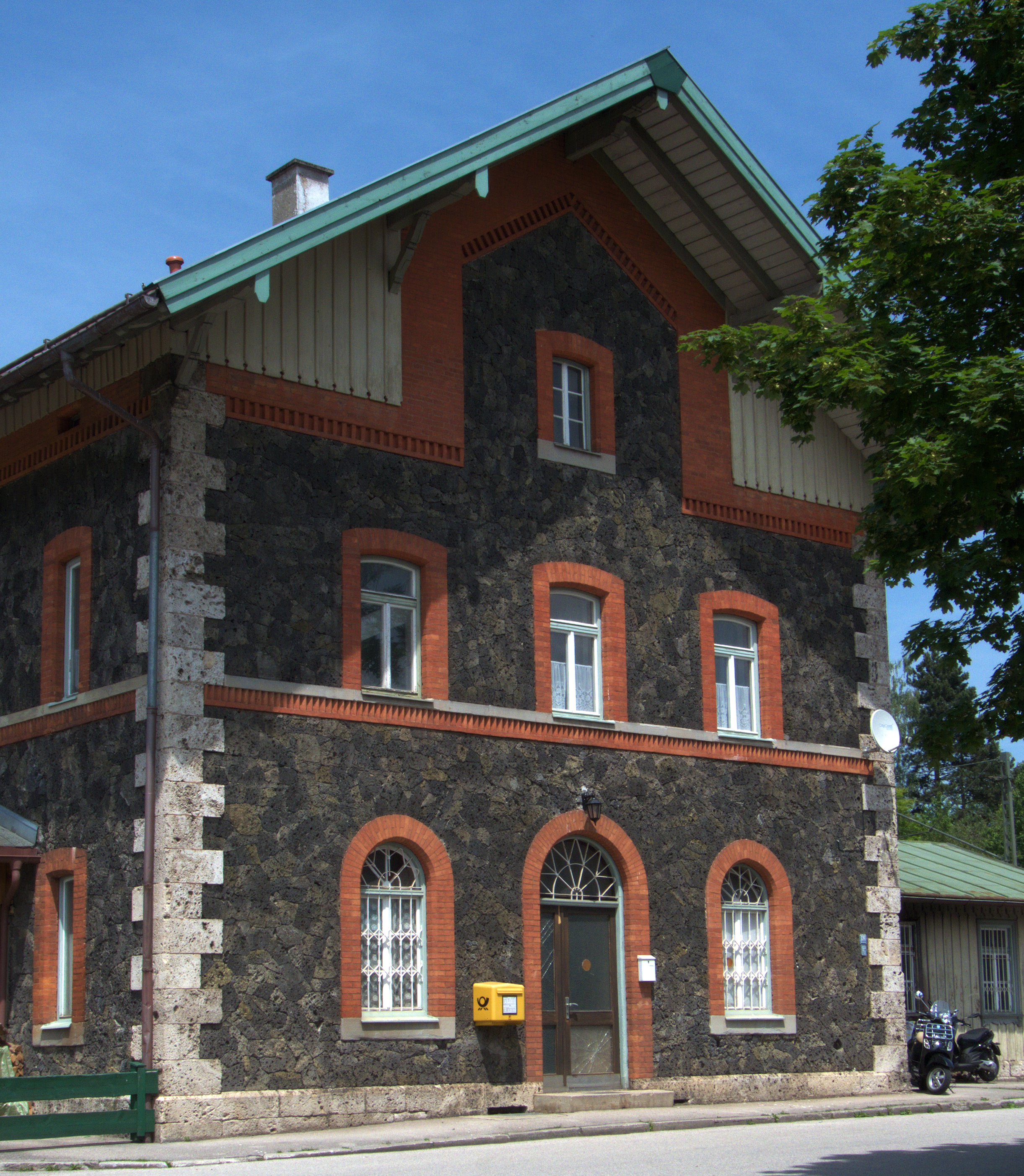
Bahnhof Bergen

Das Kirchdorf wurde als „Pernhupte“ um die Mitte des 12. Jahrhunderts erstmals urkundlich genannt.
Nördlich des Ortes wurde um 1866 der Bahnhof von Bergen errichtet. Diese Verkehrsanbindung und der Bau der Bundesautobahn 8 führten zum starken Anwachsen von Bernhaupten.

### Bevölkerungsentwicklung
| Jahr      | 1871 | 1950 | 1970 | 1987 |
| Einwohner | 59   | 135  | 397  | 599  |

## Baudenkmäler
Siehe auch: Liste der Baudenkmäler in Bergen (Chiemgau)#Weitere Ortsteile
- Katholische Filialkirche St. Jakobus